# Bonatea duciata
Bonatea duciata là một loài bướm đêm trong họ Geometridae.